# Сино-Корейская платформа
Сино-Корейская платформа (Северо-Китайско-Корейская, или Северо-Китайская) — докембрийская древняя платформа и относительно устойчивый участок земной коры. Платформа занимала территорию северной части Китая, юго-восточную часть Монголии и большую часть Кореи.
Площадь примерно 1,7 млн км². Платформу иногда называют Хуанхэ. В конце Палеозойской эры она вошла в состав Пангеи-2.

## Полезные ископаемые
На территории находится многочисленные полезные ископаемые, из них нефть (Шенгли), уголь и др.